# 1952年民主党全国大会
1952年民主党全国大会 (1952 Democratic National Convention) は、1952年7月21日から7月26日にかけてイリノイ州シカゴのインターナショナル・アンフィシアター（共和党がつい数週間前に党員を集めたのと同じ会場）で開催された。4人の主な候補が、指名を獲得すべく立候補した。テネシー州のエステス・キーフォーヴァー上院議員、イリノイ州のアドレイ・スティーヴンソン知事、ジョージア州のリチャード・ラッセル上院議員、及びニュー・ヨーク州のW・アヴェレル・ハリマンである。

## 最後の真の指名大会
自身は出馬しないと主張していたスティーヴンソン知事は、代表を歓迎する演説をするよう依頼された。彼が機知に富んだ勇ましい演説を続けたことから、その主張にもかかわらず、支持者らは彼を指名する運動を再開した。イリノイ州代表団の「ボス」であるジャック・アーヴィーとの会合の後、スティーヴンソンはついに指名立候補者に加わることに同意した。北部や中西部における他の有力州出身の党のボスらは、直ちに支持者となった。キーフォーヴァーは最初の投票で首位を占めたが、指名獲得に必要とされる得票数を大きく下回った。スティーヴンソンは徐々に勢力を増し、3度目の投票で候補者に指名された。そして、全国大会はスティーヴンソンの伴走候補として、保守派で人種隔離主義者のジョン・スパークマン上院議員（アラバマ州）を選出した。このときスティーヴンソンは雄弁な受諾演説を行い、「米国民の常識を語る」ことを見事に誓った。
民主党候補者

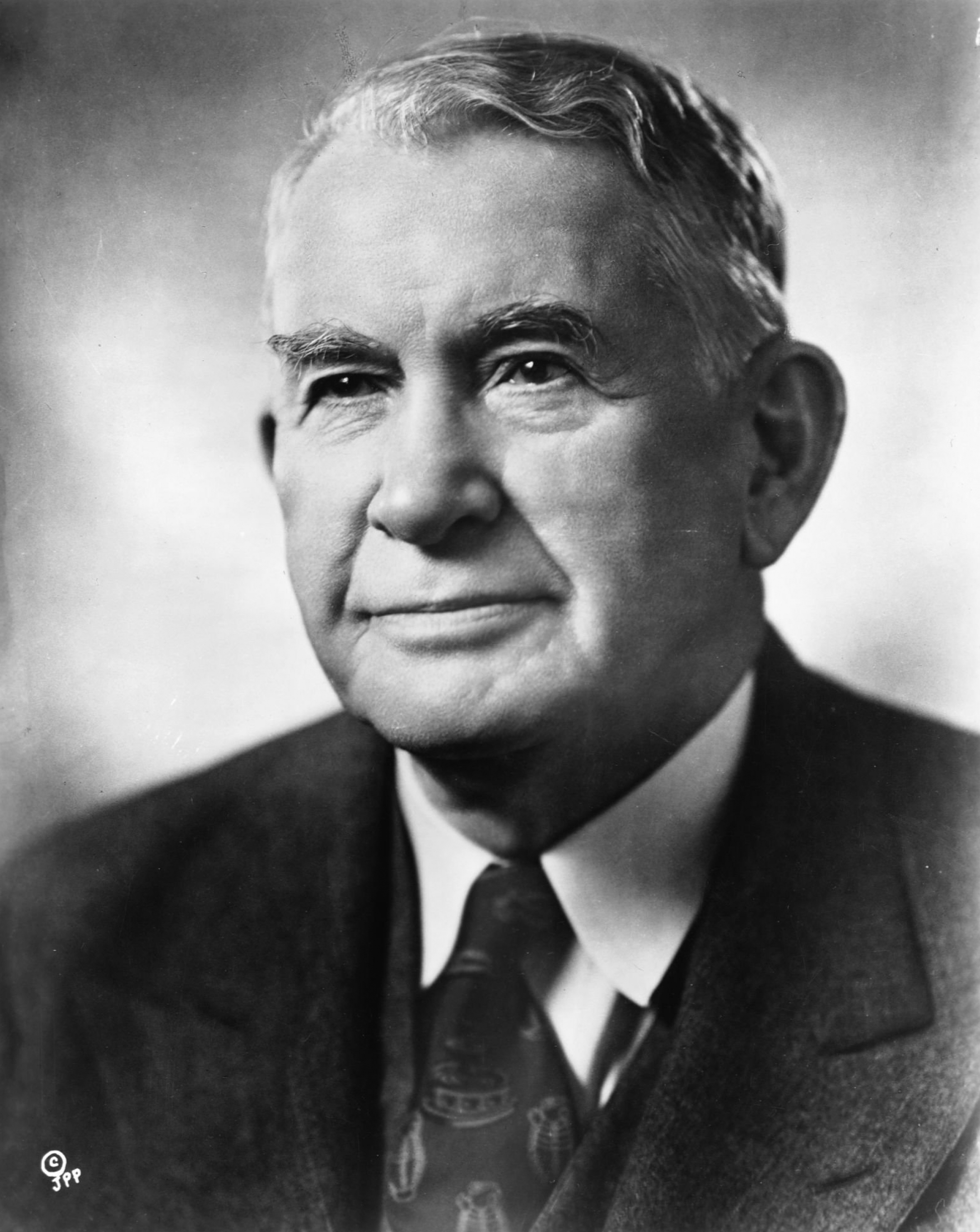
副大統領候補 アルバン・W・バークリー（ケンタッキー州）
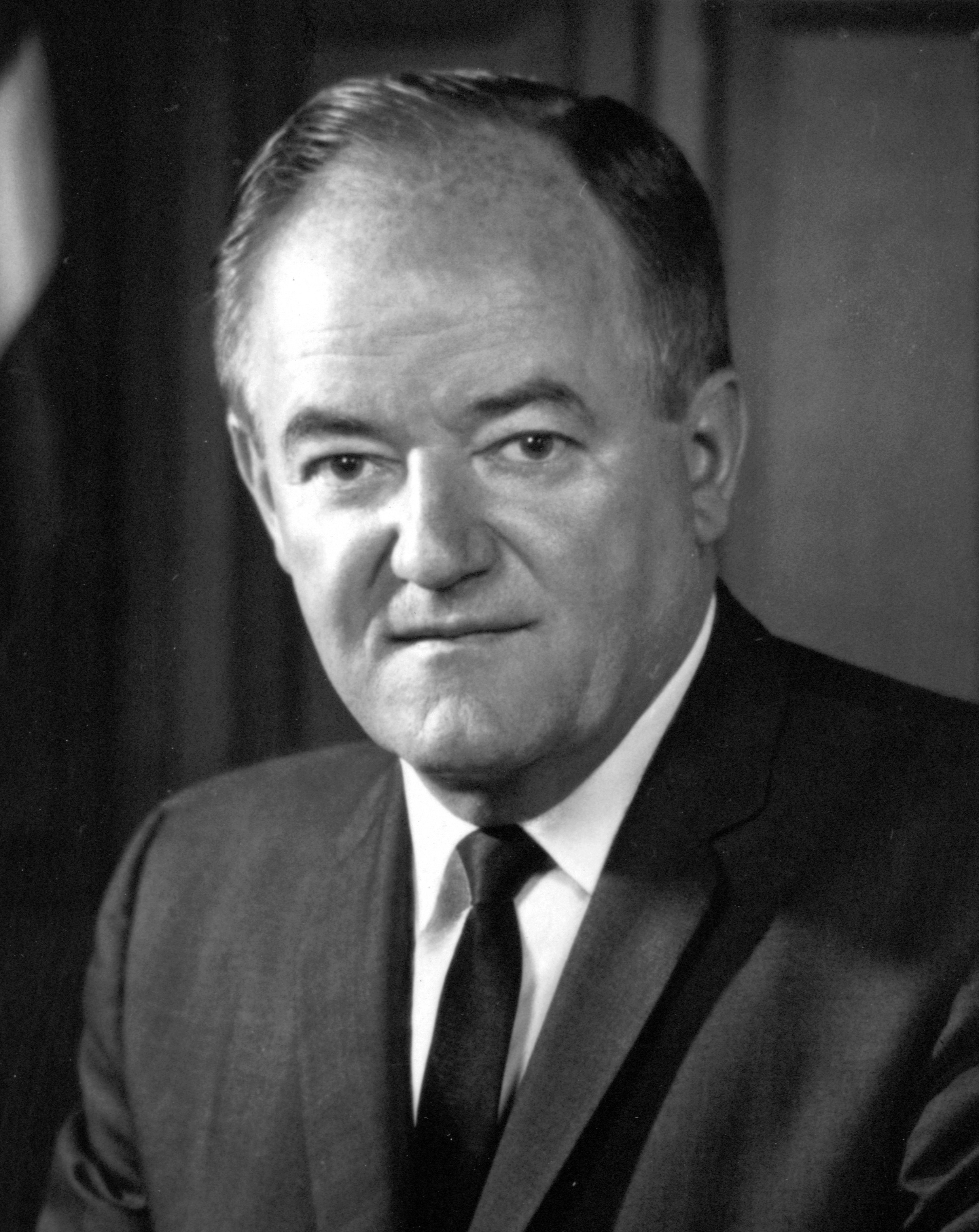
上院議員ヒューバート・ハンフリー（ミネソタ州）
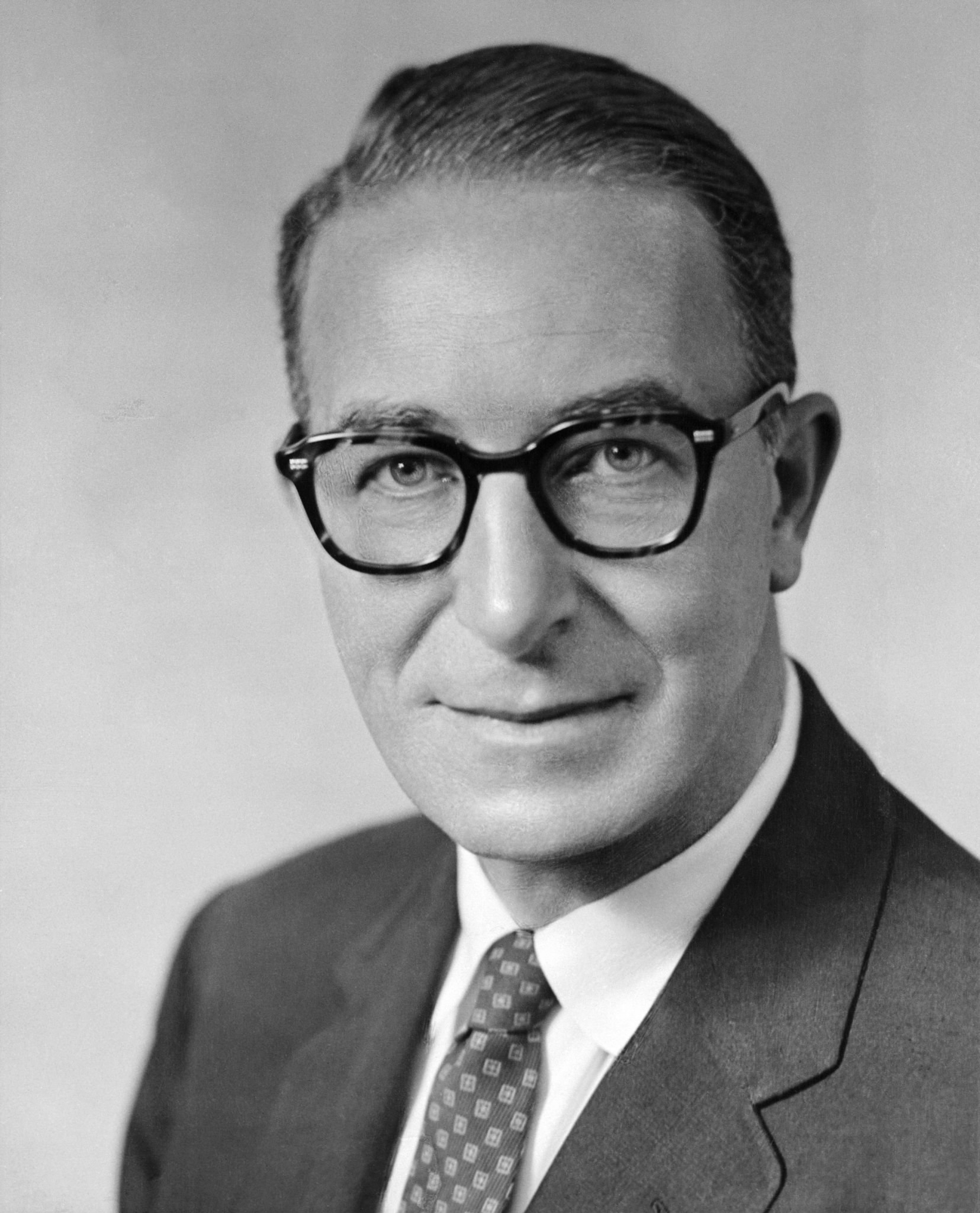
上院議員エステス・キーフォーヴァー（テネシー州）
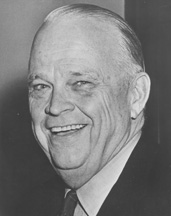
上院議員ロバート・S・カー（オクラホマ州）
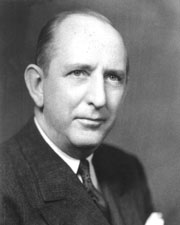
上院議員リチャード・ラッセル・ジュニア（ジョージア州）
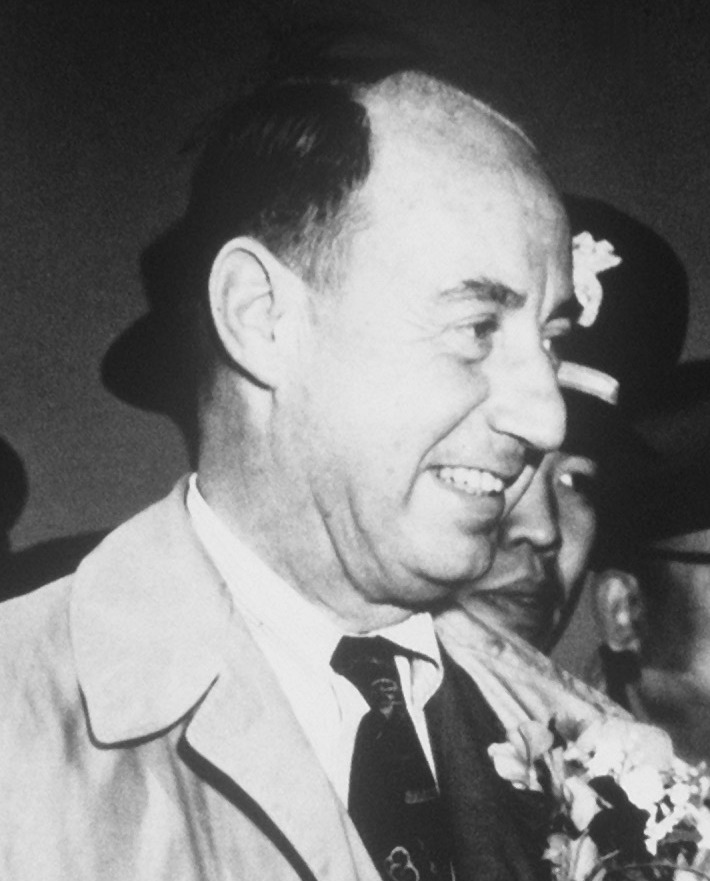
州知事アドレイ・スティーヴンソン（イリノイ州）

## 大統領候補者指名投票
下表は、投票結果をまとめたものである。各候補は各投票での最高獲得票数に基づいてまとめられ、いずれかの回の投票で20票以上を獲得した候補のみが掲載されている。1952年民主党全国大会は民主・共和両党にとって、大統領指名候補者を選出するために複数回の投票を要した、最後の大会であった。
| 大統領候補者指名投票（1952年民主党全国大会）          | 大統領候補者指名投票（1952年民主党全国大会） | 大統領候補者指名投票（1952年民主党全国大会） | 大統領候補者指名投票（1952年民主党全国大会） |
| 投票                                                  | 第1回                                        | 第2回                                        | 第3回                                        |
| イリノイ州知事アドレイ・スティーヴンソン              | 273                                          | 324.5                                        | 617.5                                        |
| テネシー州選出上院議員エステス・キーフォーヴァー      | 340                                          | 362.5                                        | 275.5                                        |
| ジョージア州選出上院議員リチャード・ラッセル          | 268                                          | 294                                          | 261                                          |
| 元商務長官、大使W・アヴェレル・ハリマン               | 123.5                                        | 121                                          | 0                                            |
| 副大統領アルバン・W・バークリー                       | 48.5                                         | 78.5                                         | 67.5                                         |
| オクラホマ州選出上院議員ロバート・S・カー             | 65                                           | 5.5                                          | 0                                            |
| マサチューセッツ州知事ポール・A・デヴァー             | 37.5                                         | 30.5                                         | 0.5                                          |
| ミネソタ州選出上院議員ヒューバート・ハンフリー        | 26                                           | 0                                            | 0                                            |
| アーカンソー州選出上院議員J・ウィリアム・フルブライト | 22                                           | 0                                            | 0                                            |
| 分散票                                                | 26.5                                         | 13.5                                         | 8                                            |
| ----------------------------------------------------- | -------------------------------------------- | -------------------------------------------- | -------------------------------------------- |

キーフォーヴァーは1度目の投票後、大部分の代表を獲得したが、トルーマン大統領がスティーヴンソンに味方して戦いに加わった。トルーマンは、出馬を辞退してスティーヴンソンを支持するようハリマンを説得することによって、対立するキーフォーヴァーとラッセルへの支持に先んじた。大統領は、ジム・クロウ法が効力を持っている州から南部の候補を指名すれば、アフリカ系アメリカ人や北部の白人有権者からの民主党に対する潜在的支持を失うと確信していた。
スティーヴンソンは、3度目の投票で指名された。この大会は民主・共和両党にとって、大統領指名候補者を選出するために複数回の投票を要した、最後の指名大会であった。

## 1952年の民主党綱領
民主党は強力な国防、ソ連に対する集団安全保障、多角的軍縮、タフト＝ハートリー法の廃止、少数民族の雇用機会均等、老人・児童・盲人及び身体障害者への公的扶助、学校給食計画の拡大を支持し、人種差別と引き続き戦う姿勢を示した。

## 選挙結果
アドレイ・スティーヴンソンと副大統領候補ジョン・スパークマンは、1952年11月4日の選挙でドワイト・アイゼンハウアーとリチャード・ニクソンに敗北した。しかしスティーヴンソンは4年後、再び1956年民主党全国大会で民主党の大統領候補として選出された。

## 註
1. ↑  Richard C. Bain and Judith H. Parris, Convention Decisions and Voting Records (Washington D.C.: Brookings Institution, 1973), pp. 286-292.